# Irische Netball-Nationalmannschaft
Die irische Netball-Nationalmannschaft (englisch Republic of Ireland national netball team) vertritt Irland im Netball auf internationaler Ebene. Anders als in vielen anderen Sportarten vertritt die Nationalmannschaft nur die Republik Irland, Nordirland hat eine eigene Nationalmannschaft.

## Geschichte
Erstmals nahm man an der Netball-Weltmeisterschaft 1979 teil und konnte sich dort den zehnten Platz sichern. Nachdem man 1987 den 15. Platz erreichte, folgte vier Jahre später erneut ein zehnter Platz. In 1995 konnte man dann noch einmal einen 25. Platz erreichen, was bis heute jedoch das letzte Mal sein sollte, dass man sich für eine Weltmeisterschaft qualifizierte. Seitdem spielt die Mannschaft vorwiegend auf europäischer Ebene.

## Internationale Turniere

### Netball-Weltmeisterschaft
- 1963: nicht teilgenommen
- 1967: nicht teilgenommen
- 1971: nicht teilgenommen
- 1975: nicht teilgenommen
- 1979: 10. Platz
- 1983: nicht teilgenommen
- 1987: 15. Platz
- 1991: 10. Platz
- 1995: 25. Platz
- 1999: nicht teilgenommen
- 2003: nicht teilgenommen
- 2007: nicht teilgenommen
- 2011: nicht teilgenommen
- 2015: nicht teilgenommen
- 2019: nicht teilgenommen